# Ковалевский, Валерий Анатольевич
Вале́рий Анато́льевич Ковале́вский (28 мая 1958, п. Акташ, Кош-Агачский район Алтайский край, СССР — 2 октября 2020, Красноярск, Россия) — советский и российский психолог. Доктор медицинских наук, профессор, Председатель Общественного совета по правам ребёнка при Правительстве Красноярского края (2002-2020). С 3 декабря 2015 года по 31 июля 2020 года — ректор Красноярского государственного педагогического университета им. В. П. Астафьева.

## Биография
После окончания с отличием в 1981 году Омского государственного медицинского института по специальности «лечебное дело» учился в аспирантуре кафедры нормальной физиологии Красноярского государственного медицинского института.
С сентября 1984 по декабрь 1985 года — ассистент кафедры нормальной физиологии Омского государственного медицинского института.
В 1985 году защитил диссертацию на соискание учёной степени кандидата медицинских наук по проблеме взаимосвязей эмоционального состояния беременных и развития их потомства.
С января 1986 года приступил к работе в Красноярском государственном педагогическом институте, заняв должность старшего преподавателя кафедры психологии и педагогики.
С 1987 года старший преподаватель кафедры психологии.
В 1988—1991 годах и. о. доцента кафедры психологии.
В 1991—1996 годах — первый декан факультета педагогики и психологии детства.
С 1994 года — доцент кафедры психологии детства.
В 1998 году защитил диссертацию на соискание учёной степени доктора медицинских наук по теме "Особенности личности ребенка при нарушении здоровья" (специальности 14.00.17 — нормальная физиология и 19.00.04 — медицинская психология (психологические науки)).
В 1999 году — присвоено учёное звание профессора.
В 1999—2018 годах — заведующий кафедрой психологии детства.
В 1999—2010 годах по совместительству заведовал кафедрой медицинской психологии и психотерапии Красноярского государственного медицинского университета имени профессора В. Ф. Войно-Ясенецкого.
С 2002 года являлся председателем общественного совета по защите прав ребёнка при администрации (правительстве) Красноярского края.
С августа 2012 года по декабрь 2015 года — первый проректор — проектор по науке КГПУ им. В. П. Астафьева.
11 марта 2014 года стал врио ректора, 5 апреля 2014 года — исполняющий обязанностей ректора Красноярского государственного педагогического университета имени В. П. Астафьева.
С 3 декабря 2015 года назначен на должность ректора Красноярского государственного педагогического университета имени В. П. Астафьева.

## Научная деятельность
Опубликовал более 180 научных работ по проблемам возрастной и медицинской психологии, в том числе пять монографий, восемь пособий. Под его руководством было защищено 9 диссертаций на соискание учёной степени кандидата психологических наук и 2 докторские диссертации.
Сфера научных интересов — проблемы медицинской психологии, реабилитации в наркологии, общей и возрастной психологии, социальное сопровождение детей с ОВЗ.
Является членом редакционных коллегий и редакционных советов научных журналов: «Медицинская психология в России», «Вестник КГПУ им. В. П. Астафьева», «Сибирский вестник специального образования».

## Основные труды
- Развитие личности соматически больного дошкольника, младшего школьника и подростка: учебное пособие. Красноярск, 1997. 124 с.
- Внутренняя картина болезни у часто болеющих старших дошкольников // Педиатрия. 1997. № 1. С. 102—103.
- Психологический портрет больного ребёнка // Журнал практического психолога. 1999. № 2. С. 54-57.
- Личность больного ребёнка: проблемы реабилитации // Образование детей, больных сколиозом: теория и практика. Красноярск. 2004. С. 45-52.
- Стратегии коррекции созависимости: учебно-методическое пособие для курсантов ФУВа и студентов медвуза. Красноярск, 2005. 45 с.
- Психология ребёнка — пациента соматической клиники: практикум. Учебное пособие для студентов педиатрических факультетов медицинских вузов. Красноярск-Ярославль, КрасГМА-ЯГМА. Ярославль, 2006. 87 с.
- Возможности экспериментально-психологического исследования в наркологической клинике: методическое пособие. Красноярск, 2008. 32 с.
- Семейная политика в Красноярском крае в контексте приоритетных национальных и краевых проектов: материалы заседания Совета при Губернаторе Красноярского края по реализации приоритетных национальных и краевых проектов / научн. ред. Ковалевский В. А., Лукина А. К., Рукша Г. Л. Красноярск: адм. края, 2008. 64 с.
- Характер ребёнка и психологическое здоровье семьи // Сибирский характер как ценность: коллективная монография / под общей ред. М. И. Шиловой. Красноярск, 2009. С. 211—247.
- Психология общения врача и пациента: методическое пособие для врачей, интернов и курсантов факультета повышения квалификации. Красноярск: типография КрасГМУ, 2009. — 35 с.
- Психология семьи и болезнь ребёнка: учебное пособие для слушателей системы дополнительного профессионального образования. Красноярск: СибГТУ, 2009. 75 с.
- Соматически больной ребенок: специфика социально-личностного развития (результаты комплексоного исследования) // Вестник Красноярского государственного педагогического университета имени В. П. Астафьева. 2010. № 3. С. 115—122.
- Девиантное поведение: типы и профилактика: учебно-методическое пособие / В. А. Ковалевский ; М-во образования и науки Российской Федерации, ФГБОУ ВПО "Сибирский гос. технологический ун-т". — Красноярск: СибГТУ, 2012. — 106 с.
- Обеспечение равных возможностей для детей, проживающих в Красноярском крае и нуждающихся в особой заботе государства. // Психолого-медико-педагогическое сопровождение особого ребенка сборник статей. Красноярский государственный педагогический университет имени В. П. Астафьева. Красноярск, 2014. С. 13-27.
- Направления развития доступности качественного обучения и воспитания детей Красноярского края // Вестник Красноярского государственного педагогического университета имени В. П. Астафьева. 2014. № 2 (28). С. 6-17.
- Новая магистратура: ответ на вызовы профессиональной реальности // Сибирский вестник специального образования. 2015. № 2 (15). С. 4.
- Стратегическое управление региональным педагогическим университетом в условиях глобальных и локальных рисков // Современное образование. — 2015. № 2. С. 45 — 69
- Антенатальные факторы постнатального онтогенеза (экспериментальное исследование) : монография / Ю. И. Савченков, С. Н. Шилов, В. А. Ковалевский ; Красноярский педагогический университет. — Красноярск : Литера-принт, 2015. — 312 с.

## Семья
Жена. Две дочери.

## Награды
- Отличник народного просвещения Российской Федерации (1994);
- Почётный работник высшего профессионального образования Российской Федерации (2002);
- Лауреат премии Главы г. Красноярска в области науки и образования (2011).
- Благодарственное письмо за многолетний плодотворный труд в сфере защиты прав детей и профилактики их безнадзорности и правонарушений и в связи с 90-летием комиссий по делам несовершеннолетних и защите их прав (Законодательное Собрание Красноярского края. Председатель Законодательного Собрания Красноярского края А. В. Усс),
- Почётная грамота за многолетнее плодотворное сотрудничество с Законодательным Собранием края и активную работу в краевом общественном совете по защите прав ребёнка (Законодательное Собрание Красноярского края. Председатель Законодательного Собрания Красноярского края А. В. Усс),
- Благодарственное письмо за результативное сотрудничество по вопросам развития системы образования Красноярского края (Агентство образования администрации Красноярского края) (2008 г.),
- Благодарственное письмо за многолетнее, эффективное и продуктивное сотрудничество (КЦ ПМСС) (2008 г.),
- Благодарственное письмо за долговременное и плодотворное сотрудничество в области государственной семейной политики (Краевой центр семьи) (2008 г.),
- Благодарственное письмо за активное участие в работе комиссии по проведению Года семьи в Красноярском крае (Губернатор края А. Г. Хлопонин) (2008 г.),
- Благодарственное письмо за плодотворную работу по совершенствованию учебного процесса, подготовку квалифицированных специалистов для Красноярского края (Администрация Красноярского края. Губернатор края -Председатель Совета администрации края А. Г. Хлопонин) (2008 г.),
- Благодарственное письмо за содействие в проведении городского конкурса «Учитель года города Красноярска — 2011» в качестве члена жюри (Администрация города Красноярска) (2011 г.),
- Благодарственное письмо за проведение экспертизы конкурсных работ межрегионального конкурса социальной рекламы антинаркотической направленности «Наш формат» (Федеральная служба Российской Федерации по контролю за оборотом наркотиков Управление по красноярскому краю (УФСКН России по Красноярскому краю)) (2011 г.),
- Благодарственное письмо за большой вклад в подготовку высококвалифицированных специалистов для системы социальной защиты населения Красноярского края и в связи с 80-летием со дня образования университета (Министерство социальной политики Красноярского края) — 2012 г.
- Благодарность за эффективное руководство кафедрой (КГПУ им. В.П Астафьева, 2013)
- Благодарность за работу по Всероссийскому проекту модернизации педагогического образования (КГПУ им. В.П Астафьева, 2016)
- Юбилейный знак к 85-летию КГПУ им. В. П. Астафьева за многолетний добростовестный труд (КГПУ им. В.П Астафьева, 2017)
- Сертификат о принятии участия в работе ХХ международного научно-практического форму студентов, аспирантов и молодых ученых «Молодежь и наука XXI века» с докладом «Развитие профессиональных компетенций педагога по сопровождению часто болеющего ребенка».